# Cessnock

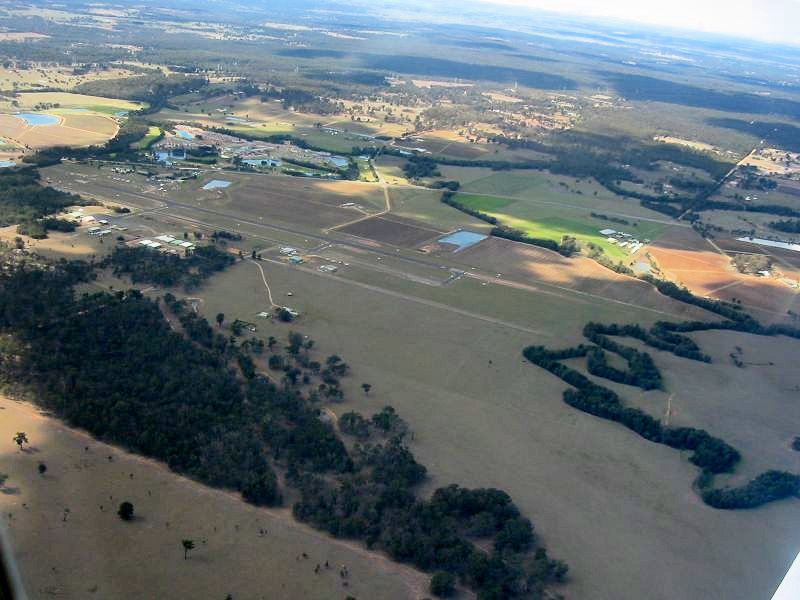
Cessnock.

Cessnock é uma cidade australiana do estado de Nova Gales do Sul localizada no Hunter Valley. Sua população é de cerca de 40 mil habitantes.